# رنكة أطلسية
رنكة أطلسية (الاسم العلمي: Clupea harengus) (بالإنجليزية: Atlantic herring)‏ هي نوع من الأسماك تتبع جنس الرنكة من فصيلة الرنكات.